# Konkurs Piosenki Eurowizji 2013
58. Konkurs Piosenki Eurowizji został zorganizowany 14, 16 i 18 maja 2013 w Malmö Arena w Malmö przez szwedzkiego nadawcę publicznego Sveriges Television (SVT), dzięki wygranej Loreen, reprezentantki Szwecji z utworem „Euphoria” podczas konkursu w 2012. Koncerty prowadziła Petra Mede.
Finał konkursu wygrała Emmelie de Forest, reprezentantka Danii z utworem „Only Teardrops” autorstwa Lise Cabble, Julii Fabrin Jakobsen i Thomasa Stengaardva, za który zdobyła 281 punktów.

## Lokalizacja

### Miejsce organizacji konkursu
Dzięki wygranej Loreen, reprezentantki Szwecji podczas konkurs w 2012, prawo do organizacji 58. Konkursu Piosenki Eurowizji otrzymała szwedzka telewizja Sveriges Television (SVT). 8 lipca Europejska Unia Nadawców (EBU) zdecydowała, że wszystkie trzy koncerty 58. Konkursu Piosenki Eurowizji 2013 odbędą się w Malmö, trzecim co do wielkości mieście Szwecji i stolicy regionu Skanii (Skåne). Istotnym motywem scenografii koncertów był most nad Sundem łączący metropolię z Kopenhagą.

### Proces wyboru miejsca organizacji
Po wygranej Szwecji w konkursie w 2012 pojawiły się pogłoski dotyczące organizacji konkursu w trzech różnych miastach: półfinały miałyby odbyć się w Sztokholmie i Göteborgu, a finał w Malmö. Christer Björkman, obecny szef szwedzkiej delegacji, uciął spekulacje, ogłaszając, że za przygotowanie konkursu będzie odpowiedzialne tylko jedno miasto. Chęć do prawa do organizacji konkursu ubiegały się trzy największe miasta kraju: Sztokholm, Göteborg oraz Malmö.
20 czerwca 2012 ogłoszono, że Göteborg wycofał się z organizacji konkursu, co argumentowano przygotowaniami Göteborg Horse Show w kwietniu 2013. Obawiano się też o brak dostępności wystarczającej ilości pokojów hotelowych z powodu różnych imprez trwających w tym samym czasie, co Konkurs Piosenki Eurowizji.
| Miasto    | Miejsce                                            | Pojemność |
| --------- | -------------------------------------------------- | --------- |
| Göteborg  | Scandinavium                                       | 14 000    |
| Göteborg  | Centrum Wystawienniczo-Kongresowe „Svenska Mässan” | 8800      |
| Malmö     | Malmö Arena                                        | 15 500    |
| Sztokholm | Friends Arena                                      | 65,000    |

## Organizacja
Oficjalnymi sponsorami transmisji konkursu było szwedzko-fińska spółka telekomunikacyjna TeliaSonera oraz niemiecka firma kosmetyczna Schwarzkopf. Konkurs sfinansowali również: firma kosmetyczna IsaDora, supermarket ICA, Tetra Pak, aplikacja Spotify oraz Vitamin Well.

### Głosowanie
Podobnie jak w latach poprzednich, w 2013 wprowadzono zasadę 50:50 mówiącą o tym, że 50% głosów należy do telewidzów oraz 50% do jurorów. Tym razem jednak krajowe komisje sędziowskie sporządzały ranking wszystkich konkursowych propozycji, a nie jedynie 10 najlepszych. Każdy członek narodowego jury porządkował wszystkie konkursowe utwory, poza tym reprezentujących jego kraj. Najlepszy utwór otrzymał 1 punkt, drugi – 2 punkty, a najgorszy – (np. w drugim półfinale) 16 punktów. Następnie punktacje sumowano i tworzona ogólne zestawienie komisji sędziowskiej: piosenka z najmniejszą ilością punktów otrzymywała 12 punktów, druga – 10, trzecia – 8, a dziesiąta – 1 punkt. Wyniki televotingu również podawano w całości, a nie jedynie z ogłoszeniem najlepszych dziesięciu utworów. Kombinacja ogólnego rankingu jurorów i widzów została przedstawiona w jedną klasyfikację. Propozycja, która otrzymała najwięcej punktów, otrzymała 12 punktów. Drugi najlepszy utwór dostał 10 punktów, trzeci – 8 itd., a dziesiąty – 1 punkt.

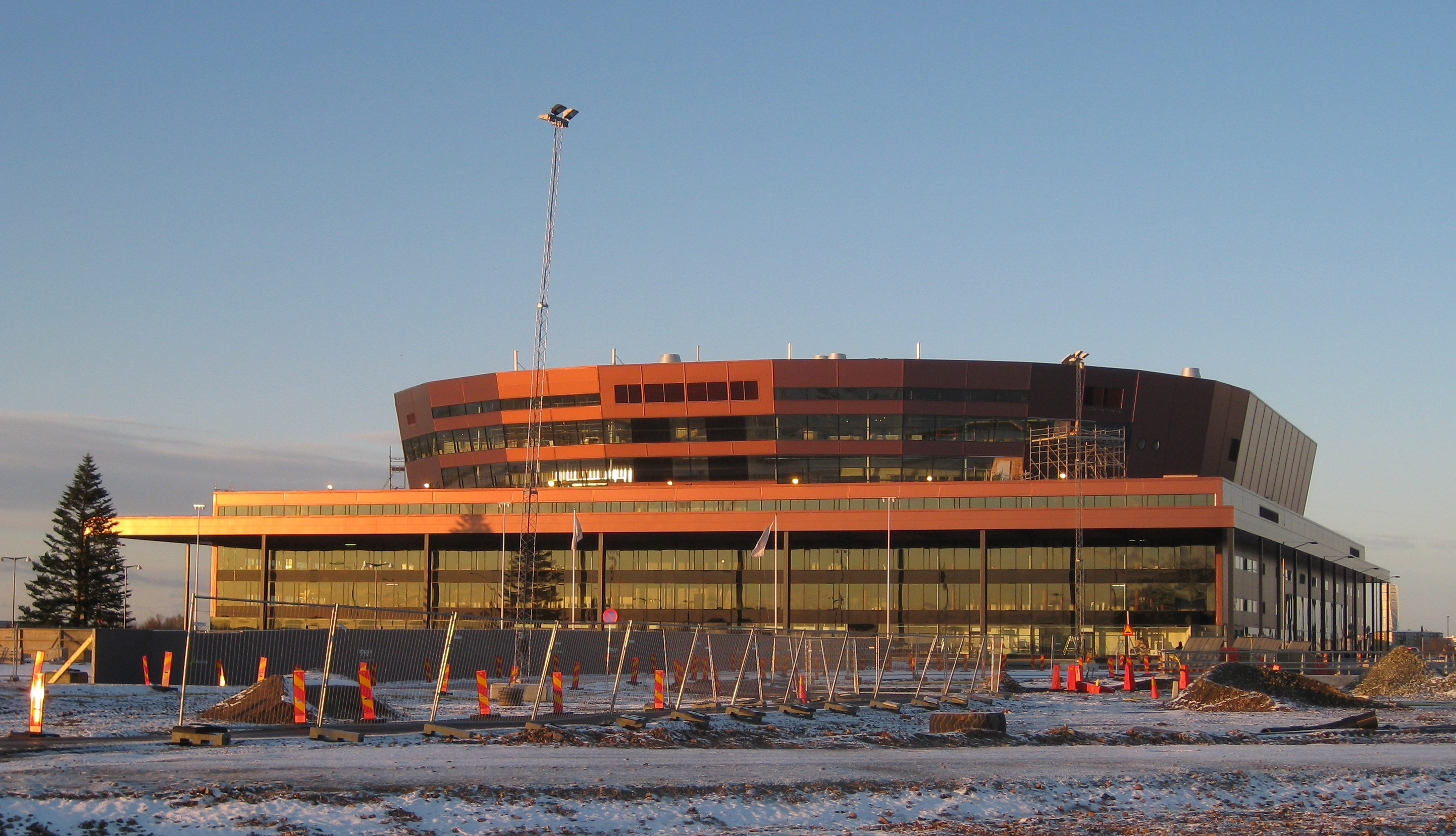
Malmö Arena, w której odbył się konkurs.

W 2013 udostępniono także aplikację na telefony komórkowe, dzięki którym można było oddawać swoje głosy podczas konkursu.

### Prowadzący
17 listopada 2012 producent wykonawczy konkursu Martin Österdahl ogłosił, że telewizja publiczna Szwecji i organizator – Sveriges Television (SVT) planuje przydzielić prowadzenie Konkursu Piosenki Eurowizji 2013 tylko jednej osobie. Ostatni raz konkurs prowadzony był w taki sposób w 1995, kiedy to tę funkcję sprawowała Mary Kennedy. 28 stycznia 2013 podczas konferencji prasowej poinformowano, że prowadzącą została Petra Mede, szwedzka aktorka komediowa, prowadząca krajowe preselekcje do 54. Konkursu Piosenki Eurowizji – Melodifestivalen 2009.
Mede prowadziła konkurs sama, w finale pojawił się natomiast uczestnik 56. Konkursu Piosenki Eurowizji – Eric Saade, który został gospodarzem tzw. „green roomu”.
W trakcie wszystkich trzech koncertów pojawiła się również piosenkarka i aktorka Sarah Dawn Finer. Wystąpiła w krótkich filmikach jako komediowa postać Lynda Woodruff, która zaprezentowała telewidzom trzy największe miasta Szwecji (Sztokholm, Göteborg i Malmö) w charakterystyczny dla siebie sposób, znany z wcześniejszych filmów-skeczy z jej udziałem. Poza tym, Dawn Miner zaprezentowała w finale swoją interpretację utworu „The Winner Takes It All” zespołu ABBA. W nagraniach krótkiego filmu otwierającego koncert finałowy wziął udział także szwedzki piłkarz Zlatan Ibrahimović, który powitał wszystkich widzów w jego rodzinnym mieście.

### Projekt grafiki i sceny
W dniu losowania półfinałów, czyli 17 stycznia, Europejska Unia Nadawców zaprezentowała oficjalnie projekt grafiki na 58. Konkurs Piosenki Eurowizji, który stworzyła agencja designerska Happy F&B. Przedstawiał on slogan imprezy („We Are One”) oraz kolorowego motyla, który miał symbolizować tzw. efekt motyla (małe rzeczy mogą stworzyć coś ogromnego, widowiskowego).
19 lutego SVT zapowiedział, że krótkie filmy przed każdym występem (tzw. „pocztówki”) będą prezentowały każdego uczestnika w kraju, który reprezentuje. To przełamało wieloletni schemat filmików – nie pokazywał atrakcji i zabytków państwa organizującego konkurs. Za produkcję odpowiedzialna była firma Camp David.
Grafikę, którą można było obejrzeć podczas transmisji konkursu, przygotowała firma produkcyjna Broken Doll. Animację przedstawiającą motyle wykonało studio efektów wizualnych Swiss International.

### Losowanie półfinałów i kolejność występów
Sveriges Television (SVT) ogłosił, że kolejność występów nie będzie w tym roku wybierana na zasadzie losowania, a o numerze startowym zdecydują producenci. Nowy system przydziału pozycji startowych miał na celu uatrakcyjnienie widzom konkursu poprzez zróżnicowanie następujących po sobie występów – podobne gatunkowo utwory nie będą występował po sobie, jedna po drugiej. Jak tłumaczyli organizatorzy, zmiana została podyktowana chęcią zaprezentowania wszystkich koncertów w ciekawszy, bardziej interesujący i różnorodny muzycznie sposób. Decyzja wzbudziła mieszane uczucia, zarówno wśród fanów konkursu, jak i samych uczestników i nadawców publicznych.
Aby uniknąć problemów ze sprzedażą biletów i doprowadzić do sprawiedliwej dystrybucji wejściówek w Danii i Norwegii, które znajdują się geograficznie blisko Malmö, Europejska Unia Nadawców (EBU) zdecydowała, że kraje będą występowały w różnych półfinałach. Danię przydzielono do pierwszego, a Norwegię – do drugiego półfinału. W związku z przypadającym na 14 maja świętem narodowym w Izraelu, EBU zgodziła się na automatyczne przydzielenie kraju do drugiego półfinału.
17 stycznia 2013, czyli przed ustalaniem pozycji startowych, odbyło się specjalne losowanie, podczas którego przyporządkowano poszczególnym krajom ich półfinały oraz zdecydowano, czy wystąpią w pierwszej, czy drugiej jego połowie. Wszystkie kraje uczestniczące, poza tzw. „Wielką Piątką” (czyli Francją, Hiszpanią, Niemcami, Wielką Brytanią, Włochami) oraz gospodarzem (Szwecją) podzielono na 5 koszyków, biorąc pod uwagę, jak ich mieszkańcy głosowali w poprzednich konkursach.
| Koszyk 1                                                             | Koszyk 2                                                    | Koszyk 3                                                      | Koszyk 4                                               | Koszyk 5                                                       |
| -------------------------------------------------------------------- | ----------------------------------------------------------- | ------------------------------------------------------------- | ------------------------------------------------------ | -------------------------------------------------------------- |
| - Albania - Chorwacja - Czarnogóra - Macedonia - Serbia - Szwajcaria | - Estonia - Finlandia - Irlandia - Islandia - Litwa - Łotwa | - Armenia - Azerbejdżan - Białoruś - Gruzja - Rosja - Ukraina | - Belgia - Bułgaria - Cypr - Grecja - Holandia - Malta | - Austria - Mołdawia - Rumunia - San Marino - Słowenia - Węgry |

Kolejność występów w półfinałach opublikowano 28 marca 2013, natomiast w finale – 17 maja. Podczas konferencji prasowej przed finałem uczestnicy, którzy przeszli rundy półfinałowe, losowali połówki finału, w których wystąpią. Losowanie dla reprezentantów krajów tzw. „Wielkiej Piątki” odbyło się 15 maja. Szwecja wybrała 16. numer startowy podczas specjalnego spotkania szefów delegacji, które odbyło się 18 marca.

## Kontrowersje

### Posądzenia o plagiat

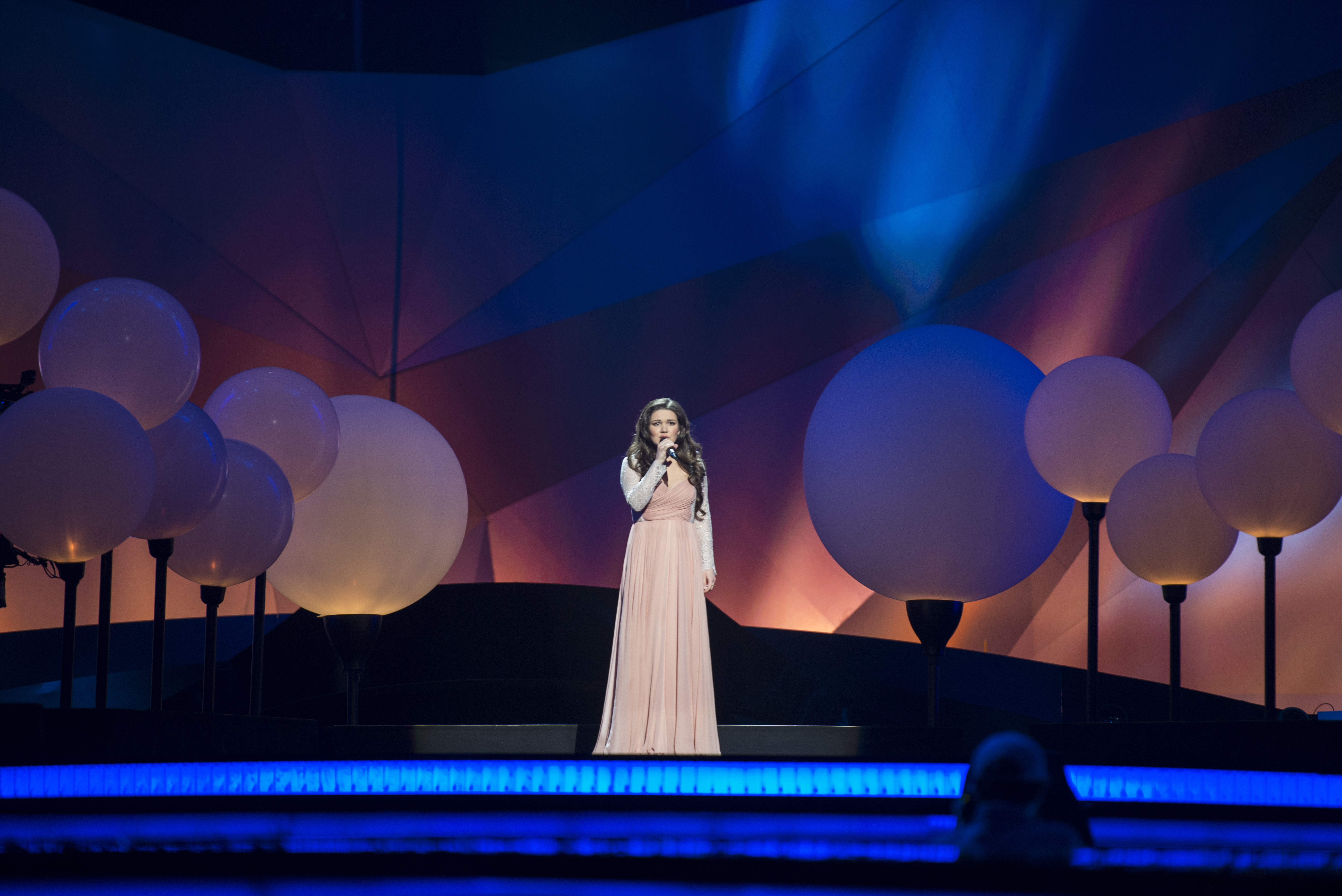
Reprezentantka Rosji Dina Garipowa

Po premierze niemieckiej propozycji „Glorious” zespół Cascada został oskarżony o naruszenie praw autorskich. Według niemieckiego tabloidu Zeit, piosenka przypominała utwór „Euphoria” Loreen. Telewizja Norddeutscher Rundfunk zdementowała doniesienia oficjalnie oświadczając, że między utworami nie ma podobieństwa. Podobną opinię wystawili autorzy zwycięskiej piosenki z 57. Konkursu Piosenki Eurowizji – Thomas G:son oraz Peter Boström.
O plagiat posądzono też utwór „What If” Diny Garipowej z Rosji, który porównano do piosenek „Skin on Skin” Sary Connor, „Pozwól żyć” Gosi Andrzejewicz, „Painting Flowers” All Time Low, „All Over the World” Briana Kennedy’ego i „Carried Away” Hear´Say. Twórcy zaprzeczyli naruszeniu praw autorskich.
Dzień po finale konkursu pojawiły się doniesienia, że zwycięski utwór „Only Teardrops” Emmelie de Forest naruszył prawa autorskie. Zauważono podobieństwo solowej partii fletu na początku piosenki do intro „I Surrender” zespołu K-Otic.

### Nieprawidłowości i problemy z głosowaniem
Przed finałem konkursu litewskie media opublikowały w serwisie YouTube film nagrany z ukrytej kamery, który sugerował, że przedstawiciele Azerbejdżanu wręczyli Litwinom łapówkę za głosowanie na azerską propozycję. Studenci opowiadali, że oferowano im 20 dolarów w zamian za kilkukrotnie wysyłanie SMS na azerskiego reprezentanta. Podczas rozmowy Azerzy mieli zaproponować przyznanie kart SIM, dzięki którym Litwini mieli oddać jak największą liczbę głosów w ciągu 15 minut przeznaczonych na głosowanie. Rozmowa na filmie sugerowała, że podobne działania zorganizowano także w 15 innych krajach. W odpowiedzi na film nadzorca konkursu Jon Ola Sand podkreślił zaangażowanie organizatorów w „sprawiedliwe i przejrzyste wyniki” oraz stwierdził, że intencje rozmówców z filmu nie są klarowne, iż nie została ustalona ich tożsamość oraz związek z azerską delegacją lub nadawcą Ictimai TV. Dodał również, że od momentu rozpoczęcia pracy w gronie organizatorów konkursu w 1998 plotki o nieprawidłowościach w głosowaniu pojawiają się corocznie.
Azerski prezydent İlham Əliyev zażądał wszczęcia dochodzenia w sprawie nieprawidłowości w podliczaniu głosów w finale Konkursu Piosenki Eurowizji. Według rosyjskich fanów konkursu reprezentantka Rosji Dina Garipowa nie otrzymała od Azerbejdżanu dziesięciu punktów, które powinna dostać. Władze w Baku zapewniły, że nie wiedzą, jak doszło do incydentu. Stacja İctimai TV (İTV) zapewniła na podstawie informacji od lokalnej firmy telekomunikacyjnej, że Rosja otrzymała drugie miejsce w krajowym głosowaniu. Rosyjski minister spraw zagranicznych Siergiej Ławrow oświadczył, że nie pozostawi tej sytuacji bez odpowiedzi, ponadto podejrzewał, iż wyniki głosowania zostały sfałszowane i obiecał współpracę nad sprawą z Elmarem Məmmədyarovem, który pełnił podobną funkcję w Azerbejdżanie. Garipowa oznajmiła natomiast, że jest zadowolona ze swojego wyniku i nie zamierza go kwestionować.
Białoruski prezydent Alaksandr Łukaszenka również podejrzewał ingerencję w finałowe głosy, kiedy okazało się, że reprezentantka kraju Alona Łanska nie otrzymała ani jednego punktu z Rosji. Stwierdził, że „sytuacja pokazuje, w jakim stopniu konkurs jest nie tylko spolitycyzowany, ale sfałszowany”.
Po finale konkursu pojawiły się doniesienia, jakoby głosy ormiańskiej diaspory w Holandii i Belgii na zespół Dorians nie zostały policzone dokładnie, przez co kraj nie otrzymał od nich ani jednego punktu.
Po ogłoszeniu wyników 58. Konkursu Piosenki Eurowizji do organizatorów napłynęły głosy niezadowolenia i oburzenia od fanów reprezentanta Litwy, Andriusa Pojavisa. Litewscy emigranci w Wielkiej Brytanii, Irlandii i Norwegii ponoć nie mogli z powodu problemów technicznych oddać głosów na swego rodaka. Organizatorzy odparli zarzuty twierdząc, że nie zmieniłoby to sytuacji Litwina i nadal plasowałby się na 22. miejscu w finale.

### Homoseksualny pocałunek

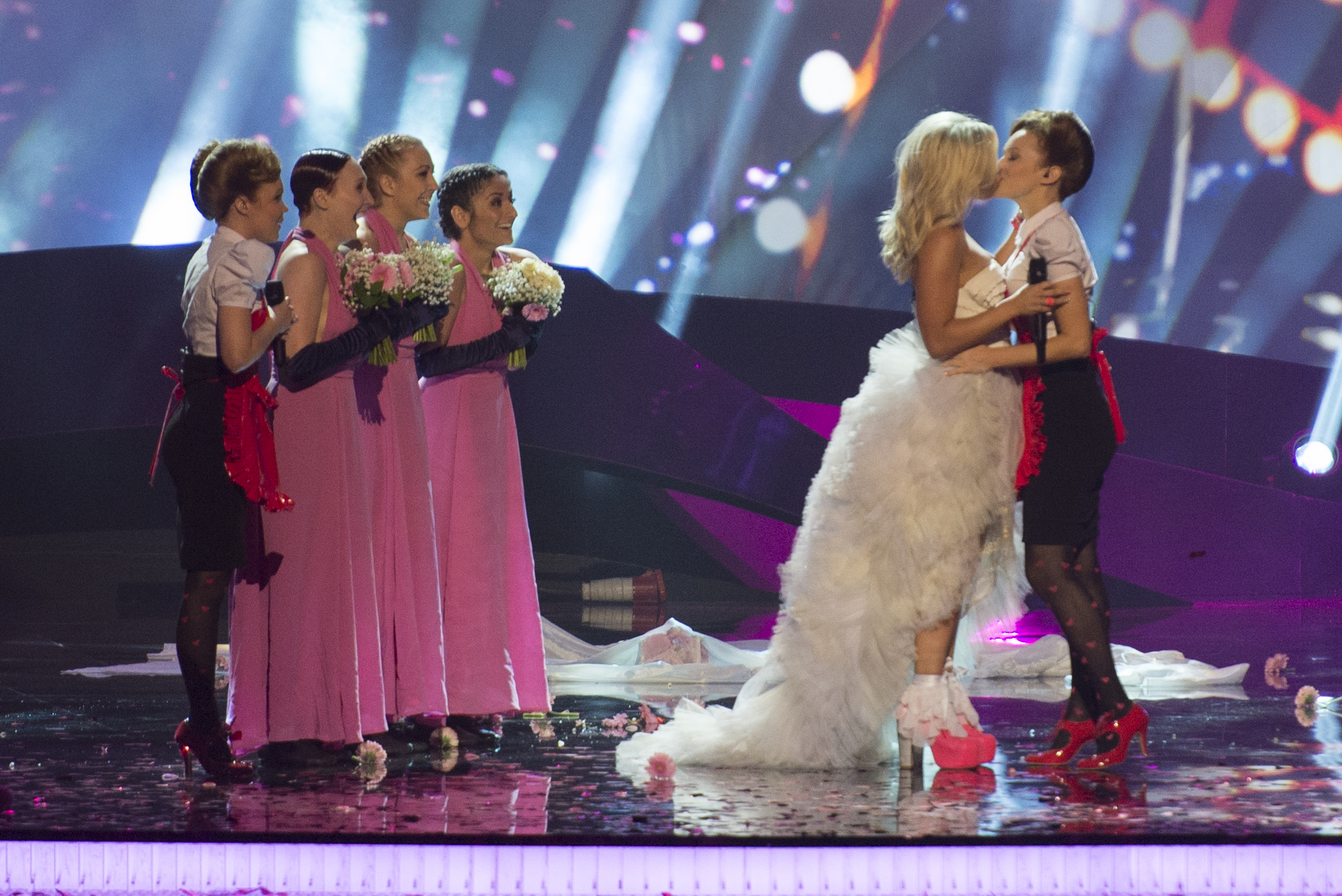
Fińska reprezentantka Krista Siegfrids podczas pocałunku z jedną z chórzystek

Występ fińskiej reprezentantki Kristy Siegfrids wzbudził wiele kontrowersji wśród widzów, zwłaszcza z krajów społecznie konserwatywnych. Na koniec prezentacji utworu „Marry Me” piosenkarka pocałowała w usta jedną ze swoich chórzystek, co było szeroko komentowane w mediach jako pierwszy w historii konkursu „lesbijski pocałunek”. Turecki nadawca publiczny Türkiye Radyo Televizyon Kurumu (TRT) (który nie brał udziału w konkursie) oznajmił, że planował nie transmitować tego występu, jednak w ostatniej chwili zmienił zdanie. Pojawiły się też opinie, że utwór miał protestować przeciwko dyskryminacji związków partnerskich i małżeństw homoseksualnych w Finlandii.

## Kraje uczestniczące

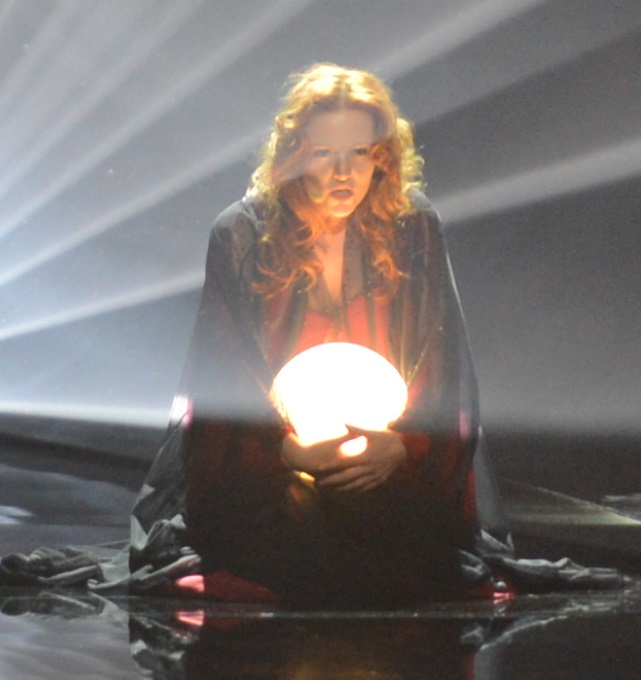
Valentina Monetta, reprezentantka San Marino podczas konkursu w 2013

Chęć udziału w Konkursie Piosenki Eurowizji w 2013 wyraziło 39 krajów, w tym powracająca po rocznej przerwie Armenia, która wycofała się w 2012 z powodu organizacji konkursu przez Azerbejdżan. Przez problemy finansowe z udziału w imprezie zrezygnowała Bośnia i Hercegowina, Portugalia, Słowacja, a ze względu na nowy kontrowersyjny system głosowania również Turcja. Zainteresowania powrotem do stawki konkursowej nie wyraziły: Andora, Czechy, Luksemburg, Maroko, Monako i Polska.

### Powracający artyści
Podczas 58. Konkursu Piosenki Eurowizji wystąpiło kilku artystów, którzy wzięli udział w poprzednich latach. Reprezentanci Bułgarii – Elica Todorowa i Stojan Jankułow – po raz pierwszy wzięli udział podczas konkursu w 2007. W barwach San Marino drugi raz z rzędu wystąpiła Valentina Monetta. Jedna z wokalistek serbskiego trio Moje 3, Nevena Božović, wystąpiła w 5. Konkursie Piosenki Eurowizji dla Dzieci, dzięki czemu została pierwszą piosenkarką uczestniczącą w obu konkursach. Reprezentant Albanii Bledar Sejko był gitarzystą podczas albańskiego występu w 56. Konkursie Piosenki Eurowizji. Gorr Sudżian z ormiańskiego zespołu Dorians śpiewał w chórkach podczas występu Evy Rivas podczas konkursu w 2010. Mołdawska reprezentantka Aliona Moon była chórzystką Pashy Parfeniego podczas konkursu w 2012. Wokalista został kompozytorem jej konkursowej piosenki „O mie” oraz pojawił się na scenie jako pianista.
Estońscy chórzyści Lauri Pihlap i Kaido Põldma byli członkami grupy 2XL, która wygrała 47. Konkurs Piosenki Eurowizji w 2001 razem z Dave’em Bentonem i Tanelem Padarem.

## Wyniki

### Pierwszy półfinał
- Pierwszy półfinał odbył się we wtorek, 14 maja 2013 roku o godzinie 21:00 (CEST).
- Podczas półfinału możliwość głosowania mieli jurorzy i telewidzowie wszystkich krajów rywalizujących w tym koncercie, a także państw-finalistów: Szwecji - gospodarza, Wielkiej Brytanii i Włoch.
- Do finału zakwalifikowało się dziesięć krajów z największą liczbą punktów zdobytych w głosowaniu jurorów i telewidzów.

| Lp. | Kraj       | Wykonawca                  | Utwór                 | Język        | Miejsce | Punkty |
| --- | ---------- | -------------------------- | --------------------- | ------------ | ------- | ------ |
| 1   | Austria    | Natália Kelly              | „Shine”               | angielski    | 14      | 27     |
| 2   | Estonia    | Birgit                     | „Et uus saaks alguse” | estoński     | 10      | 52     |
| 3   | Słowenia   | Hannah                     | „Straight Into Love”  | angielski    | 16      | 8      |
| 4   | Chorwacja  | Klapa s Mora               | „Mižerja”             | chorwacki    | 13      | 38     |
| 5   | Dania      | Emmelie de Forest          | „Only Teardrops”      | angielski    | 1       | 167    |
| 6   | Rosja      | Dina Garipowa              | „What If”             | angielski    | 2       | 156    |
| 7   | Ukraina    | Złata Ogniewicz            | „Gravity”             | angielski    | 3       | 140    |
| 8   | Holandia   | Anouk                      | „Birds”               | angielski    | 6       | 75     |
| 9   | Czarnogóra | Who See (feat. Nina Žižić) | „Igranka”             | czarnogórski | 12      | 41     |
| 10  | Litwa      | Andrius Pojavis            | „Something”           | angielski    | 9       | 53     |
| 11  | Białoruś   | Alona Łanska               | „Solayoh”             | angielski    | 7       | 64     |
| 12  | Mołdawia   | Aliona Moon                | „O mie”               | rumuński     | 4       | 95     |
| 13  | Irlandia   | Ryan Dolan                 | „Only Love Survives”  | angielski    | 8       | 54     |
| 14  | Cypr       | Despina Olimbiu            | „An me timase”        | grecki       | 15      | 11     |
| 15  | Belgia     | Roberto Bellarosa          | „Love Kills”          | angielski    | 5       | 75     |
| 16  | Serbia     | Moje 3                     | „Ljubav je svuda”     | serbski      | 11      | 46     |

| Wyniki jurorów i telewidzów | Wyniki jurorów i telewidzów | Wyniki jurorów i telewidzów | Wyniki jurorów i telewidzów | Wyniki jurorów i telewidzów |
| Miejsce                     | Telewidzowie                | Średnia pozycja             | Jurorzy                     | Średnia pozycja             |
| --------------------------- | --------------------------- | --------------------------- | --------------------------- | --------------------------- |
| 1                           | Dania                       | 3.33                        | Dania                       | 3.58                        |
| 2                           | Rosja                       | 3.89                        | Rosja                       | 3.74                        |
| 3                           | Ukraina                     | 3.94                        | Mołdawia                    | 4.32                        |
| 4                           | Czarnogóra                  | 7.33                        | Ukraina                     | 5.16                        |
| 5                           | Litwa                       | 7.44                        | Austria                     | 6.32                        |
| 6                           | Irlandia                    | 7.61                        | Belgia                      | 6.42                        |
| 7                           | Belgia                      | 7.72                        | Holandia                    | 6.63                        |
| 8                           | Białoruś                    | 7.83                        | Estonia                     | 7.47                        |
| 9                           | Holandia                    | 7.94                        | Białoruś                    | 8.26                        |
| 10                          | Chorwacja                   | 8.00                        | Irlandia                    | 9.26                        |
| 11                          | Mołdawia                    | 8.28                        | Litwa                       | 9.37                        |
| 12                          | Serbia                      | 8.39                        | Cypr                        | 9.48                        |
| 13                          | Estonia                     | 10.06                       | Chorwacja                   | 9.95                        |
| 14                          | Cypr                        | 12.00                       | Czarnogóra                  | 10.16                       |
| 15                          | Austria                     | 12.33                       | Serbia                      | 10.95                       |
| 16                          | Słowenia                    | 13.17                       | Słowenia                    | 11.47                       |

#### Tabela punktacyjna pierwszego półfinału
| Awans do finału     | Awans do finału | Kraje głosujące | Kraje głosujące | Kraje głosujące | Kraje głosujące | Kraje głosujące | Kraje głosujące | Kraje głosujące | Kraje głosujące | Kraje głosujące | Kraje głosujące | Kraje głosujące | Kraje głosujące | Kraje głosujące | Kraje głosujące | Kraje głosujące | Kraje głosujące | Kraje głosujące | Kraje głosujące | Kraje głosujące | Kraje głosujące | Kraje głosujące | Kraje głosujące | Kraje głosujące | Kraje głosujące | Kraje głosujące | Kraje głosujące | Kraje głosujące | Kraje głosujące | Kraje głosujące | Kraje głosujące | Kraje głosujące | Kraje głosujące | Kraje głosujące | Kraje głosujące | Kraje głosujące | Kraje głosujące | Kraje głosujące | Kraje głosujące | Kraje głosujące | Kraje głosujące |
| Awans do finału     | Awans do finału | Suma punktów    | Austria         | Estonia         | Słowenia        | Chorwacja       | Dania           | Rosja           | Ukraina         | Holandia        | Czarnogóra      | Litwa           | Białoruś        | Mołdawia        | Irlandia        | Cypr            | Belgia          | Serbia          | Szwecja         | Wielka Brytania | Włochy          |                 |                 |                 |                 |                 |                 |                 |                 |                 |                 |                 |                 |                 |                 |                 |                 |                 |                 |                 |                 |
| Uczestnicy konkursu | Austria         | 27              |                 | 1               | 1               | 4               | 4               |                 |                 |                 |                 |                 |                 | 3               | 4               | 2               | 3               | 2               |                 | 1               | 2               |                 |                 |                 |                 |                 |                 |                 |                 |                 |                 |                 |                 |                 |                 |                 |                 |                 |                 |                 |                 |
| Uczestnicy konkursu | Estonia         | 52              | 3               |                 |                 |                 | 1               | 5               | 1               | 4               |                 | 4               | 5               | 5               | 8               |                 | 1               |                 | 6               | 4               | 5               |                 |                 |                 |                 |                 |                 |                 |                 |                 |                 |                 |                 |                 |                 |                 |                 |                 |                 |                 |                 |
| Uczestnicy konkursu | Słowenia        | 8               |                 |                 |                 | 5               |                 |                 |                 |                 | 3               |                 |                 |                 |                 |                 |                 |                 |                 |                 |                 |                 |                 |                 |                 |                 |                 |                 |                 |                 |                 |                 |                 |                 |                 |                 |                 |                 |                 |                 |                 |
| Uczestnicy konkursu | Chorwacja       | 38              | 5               |                 | 2               |                 |                 | 4               | 6               | 3               | 5               | 1               |                 |                 | 1               | 1               |                 | 10              |                 |                 |                 |                 |                 |                 |                 |                 |                 |                 |                 |                 |                 |                 |                 |                 |                 |                 |                 |                 |                 |                 |                 |
| Uczestnicy konkursu | Dania           | 167             | 12              | 12              | 8               | 12              |                 | 10              | 4               | 12              | 8               | 6               | 8               | 7               | 12              | 8               | 10              | 8               | 12              | 12              | 6               |                 |                 |                 |                 |                 |                 |                 |                 |                 |                 |                 |                 |                 |                 |                 |                 |                 |                 |                 |                 |
| Uczestnicy konkursu | Rosja           | 156             | 10              | 10              | 10              | 8               | 12              |                 | 7               | 7               | 7               | 10              | 10              | 8               | 10              | 10              | 7               | 6               | 10              | 10              | 4               |                 |                 |                 |                 |                 |                 |                 |                 |                 |                 |                 |                 |                 |                 |                 |                 |                 |                 |                 |                 |
| Uczestnicy konkursu | Ukraina         | 140             | 2               | 6               | 12              | 7               | 8               | 7               |                 | 8               | 12              | 12              | 12              | 12              | 2               | 12              | 8               | 5               | 1               | 2               | 12              |                 |                 |                 |                 |                 |                 |                 |                 |                 |                 |                 |                 |                 |                 |                 |                 |                 |                 |                 |                 |
| Uczestnicy konkursu | Holandia        | 75              | 8               | 7               | 3               |                 | 10              | 3               |                 |                 | 2               | 7               |                 |                 | 5               |                 | 12              | 1               | 8               | 8               | 1               |                 |                 |                 |                 |                 |                 |                 |                 |                 |                 |                 |                 |                 |                 |                 |                 |                 |                 |                 |                 |
| Uczestnicy konkursu | Czarnogóra      | 41              |                 |                 |                 | 6               | 5               |                 | 8               |                 |                 |                 | 2               | 6               |                 |                 |                 | 12              | 2               |                 |                 |                 |                 |                 |                 |                 |                 |                 |                 |                 |                 |                 |                 |                 |                 |                 |                 |                 |                 |                 |                 |
| Uczestnicy konkursu | Litwa           | 53              |                 | 4               |                 |                 | 2               | 1               | 5               |                 |                 |                 | 7               | 2               | 6               | 3               | 6               |                 |                 | 7               | 10              |                 |                 |                 |                 |                 |                 |                 |                 |                 |                 |                 |                 |                 |                 |                 |                 |                 |                 |                 |                 |
| Uczestnicy konkursu | Białoruś        | 64              |                 |                 | 4               |                 |                 | 2               | 12              | 2               | 6               | 8               |                 | 10              | 3               | 6               |                 | 4               |                 |                 | 7               |                 |                 |                 |                 |                 |                 |                 |                 |                 |                 |                 |                 |                 |                 |                 |                 |                 |                 |                 |                 |
| Uczestnicy konkursu | Mołdawia        | 95              | 7               | 3               | 7               | 1               | 6               | 12              | 10              | 6               | 4               | 3               | 6               |                 |                 | 5               | 5               | 7               | 5               |                 | 8               |                 |                 |                 |                 |                 |                 |                 |                 |                 |                 |                 |                 |                 |                 |                 |                 |                 |                 |                 |                 |
| Uczestnicy konkursu | Irlandia        | 54              |                 | 5               |                 | 2               | 3               | 6               | 3               | 5               |                 | 5               | 4               | 1               |                 | 7               | 4               |                 | 3               | 6               |                 |                 |                 |                 |                 |                 |                 |                 |                 |                 |                 |                 |                 |                 |                 |                 |                 |                 |                 |                 |                 |
| Uczestnicy konkursu | Cypr            | 11              | 1               | 2               |                 |                 |                 |                 |                 |                 |                 |                 |                 |                 |                 |                 | 2               | 3               |                 | 3               |                 |                 |                 |                 |                 |                 |                 |                 |                 |                 |                 |                 |                 |                 |                 |                 |                 |                 |                 |                 |                 |
| Uczestnicy konkursu | Belgia          | 75              | 4               | 8               | 6               | 3               | 7               | 8               |                 | 10              | 1               | 2               | 3               | 4               | 7               |                 |                 |                 | 7               | 5               |                 |                 |                 |                 |                 |                 |                 |                 |                 |                 |                 |                 |                 |                 |                 |                 |                 |                 |                 |                 |                 |
| Uczestnicy konkursu | Serbia          | 46              | 6               |                 | 5               | 10              |                 |                 | 2               | 1               | 10              |                 | 1               |                 |                 | 4               |                 |                 | 4               |                 | 3               |                 |                 |                 |                 |                 |                 |                 |                 |                 |                 |                 |                 |                 |                 |                 |                 |                 |                 |                 |                 |

### Drugi półfinał
- Pierwszy półfinał odbył się w czwartek, 16 maja 2013 roku o godzinie 21:00 (CEST).
- Podczas półfinału możliwość głosowania mieli jurorzy i telewidzowie wszystkich krajów rywalizujących w tym koncercie, a także państw-finalistów: Francji, Hiszpanii i Niemiec.
- Do finału zakwalifikowało się dziesięć krajów z największą liczbą punktów zdobytych w głosowaniu jurorów i telewidzów.

| Lp. | Kraj        | Wykonawca                         | Utwór                        | Język              | Miejsce | Punkty |
| --- | ----------- | --------------------------------- | ---------------------------- | ------------------ | ------- | ------ |
| 1   | Łotwa       | PeR                               | „Here We Go”                 | angielski          | 17      | 13     |
| 2   | San Marino  | Valentina Monetta                 | „Crisalide (Vola)”           | włoski             | 11      | 47     |
| 3   | Macedonia   | Esma i Lozano                     | „Pred da se razdeni”         | macedoński, romski | 16      | 28     |
| 4   | Azerbejdżan | Fərid Məmmədov                    | „Hold Me”                    | angielski          | 1       | 139    |
| 5   | Finlandia   | Krista Siegfrids                  | „Marry Me”                   | angielski          | 9       | 64     |
| 6   | Malta       | Gianluca                          | „Tomorrow”                   | angielski          | 4       | 118    |
| 7   | Bułgaria    | Elica Todorowa i Stojan Jankułow  | „Samo szampioni”             | bułgarski          | 12      | 45     |
| 8   | Islandia    | Eythor Ingi                       | „Ég á líf”                   | islandzki          | 6       | 72     |
| 9   | Grecja      | Koza Mostra i Agatonas Jakowidis  | „Alcohol Is Free”            | grecki             | 2       | 121    |
| 10  | Izrael      | Moran Mazor                       | „Rak biszewilo”              | hebrajski          | 14      | 40     |
| 11  | Armenia     | Dorians                           | „Lonely Planet”              | angielski          | 7       | 69     |
| 12  | Węgry       | ByeAlex                           | „Kedvesem (Zoohacker Remix)” | węgierski          | 8       | 66     |
| 13  | Norwegia    | Margaret Berger                   | „I Feed You My Love”         | angielski          | 3       | 120    |
| 14  | Albania     | Adrian Lulgjuraj i Bledar Sejko   | „Identitet”                  | albański           | 15      | 31     |
| 15  | Gruzja      | Nodiko Tatiszwili i Sopo Gelowani | „Waterfall”                  | angielski          | 10      | 63     |
| 16  | Szwajcaria  | Takasa                            | „You and Me”                 | angielski          | 13      | 41     |
| 17  | Rumunia     | Cezar                             | „It’s My Life”               | angielski          | 5       | 83     |

| Wyniki jurorów i telewidzów | Wyniki jurorów i telewidzów | Wyniki jurorów i telewidzów | Wyniki jurorów i telewidzów | Wyniki jurorów i telewidzów |
| Miejsce                     | Jury                        | Średnia pozycja             | Telewidzowie                | Średnia pozycja             |
| --------------------------- | --------------------------- | --------------------------- | --------------------------- | --------------------------- |
| 1                           | Malta                       | 3.40                        | Rumunia                     | 4.78                        |
| 2                           | Azerbejdżan                 | 4.60                        | Grecja                      | 5.00                        |
| 3                           | Grecja                      | 5.55                        | Azerbejdżan                 | 5.28                        |
| 4                           | Norwegia                    | 5.80                        | Norwegia                    | 5.50                        |
| 5                           | Gruzja                      | 6.05                        | Szwajcaria                  | 7.00                        |
| 6                           | Finlandia                   | 7.05                        | Bułgaria                    | 7.44                        |
| 7                           | Armenia                     | 7.15                        | Malta                       | 7.78                        |
| 8                           | Islandia                    | 7.40                        | Węgry                       | 8.39                        |
| 9                           | Izrael                      | 7.95                        | Islandia                    | 8.61                        |
| 10                          | San Marino                  | 8.40                        | Finlandia                   | 8.89                        |
| 11                          | Węgry                       | 8.55                        | Armenia                     | 9.44                        |
| 12                          | Albania                     | 9.10                        | San Marino                  | 9.47                        |
| 13                          | Rumunia                     | 9.70                        | Gruzja                      | 9.89                        |
| 14                          | Macedonia                   | 9.75                        | Izrael                      | 10.67                       |
| 15                          | Łotwa                       | 9.90                        | Albania                     | 11.78                       |
| 16                          | Szwajcaria                  | 10.65                       | Macedonia                   | 12.22                       |
| 17                          | Bułgaria                    | 10.75                       | Łotwa                       | 13.28                       |

#### Tabela punktacyjna drugiego półfinału
|                     |             | Punkty     |           |             |           |       |          |          |        |        |         |       |          |         |        |            |         |         |        |           |    |    |
| Suma punktów        | Łotwa       | San Marino | Macedonia | Azerbejdżan | Finlandia | Malta | Bułgaria | Islandia | Grecja | Izrael | Armenia | Węgry | Norwegia | Albania | Gruzja | Szwajcaria | Rumunia | Francja | Niemcy | Hiszpania |    |    |
| Uczestnicy konkursu | Łotwa       | 13         |           |             | 2         |       |          |          |        | 3      |         |       |          |         |        |            | 7       | 1       |        |           |    |    |
| Uczestnicy konkursu | San Marino  | 47         | 3         |             | 5         | 1     | 1        | 6        |        |        | 1       | 4     | 4        | 2       |        |            | 1       |         | 4      | 5         |    | 10 |
| Uczestnicy konkursu | Macedonia   | 28         |           | 2           |           |       |          | 5        | 5      |        |         |       |          |         |        | 12         |         | 4       |        |           |    |    |
| Uczestnicy konkursu | Azerbejdżan | 139        | 7         | 3           | 8         |       | 3        | 12       | 12     | 8      | 12      | 12    |          | 12      | 5      | 8          | 12      | 3       | 12     | 8         |    | 2  |
| Uczestnicy konkursu | Finlandia   | 64         | 8         | 7           |           | 3     |          | 1        |        | 7      |         | 1     |          | 5       | 8      | 1          |         | 2       | 3      | 7         | 3  | 8  |
| Uczestnicy konkursu | Malta       | 118        | 6         | 10          | 12        | 12    | 5        |          | 6      |        | 5       | 2     | 7        | 8       | 12     | 6          | 6       | 7       | 7      | 2         | 5  |    |
| Uczestnicy konkursu | Bułgaria    | 45         |           | 8           | 3         | 4     |          |          |        | 2      |         |       | 10       | 1       | 1      | 4          | 4       |         | 1      | 1         |    | 6  |
| Uczestnicy konkursu | Islandia    | 72         | 10        |             |           |       | 12       |          |        |        |         |       | 1        | 10      | 10     |            |         | 10      |        |           | 12 | 7  |
| Uczestnicy konkursu | Grecja      | 121        | 5         | 12          | 6         | 7     | 7        | 7        | 10     | 2      |         | 6     | 8        | 3       | 7      | 10         | 2       | 6       | 10     |           | 8  | 5  |
| Uczestnicy konkursu | Izrael      | 40         |           |             |           | 6     | 2        |          | 4      | 1      |         |       | 6        |         |        | 3          | 5       |         | 2      | 4         | 4  | 3  |
| Uczestnicy konkursu | Armenia     | 69         | 1         |             |           |       |          | 8        | 8      |        | 7       | 8     |          |         | 4      |            | 10      |         | 5      | 12        | 6  |    |
| Uczestnicy konkursu | Węgry       | 66         | 2         | 4           |           |       | 8        |          | 6      |        |         | 3     |          |         | 2      | 7          | 3       | 12      | 6      | 3         | 10 |    |
| Uczestnicy konkursu | Norwegia    | 120        | 12        | 5           | 7         | 5     | 10       | 3        | 7      | 12     | 4       | 5     | 5        | 7       |        |            | 8       | 8       | 8      |           | 2  | 12 |
| Uczestnicy konkursu | Albania     | 31         |           | 6           | 10        | 2     |          |          |        |        | 8       |       |          |         |        |            |         | 5       |        |           |    |    |
| Uczestnicy konkursu | Gruzja      | 63         | 4         | 1           | 4         | 10    |          | 4        | 3      | 4      | 6       | 7     | 12       | 4       |        |            |         |         |        |           |    | 4  |
| Uczestnicy konkursu | Szwajcaria  | 41         |           |             |           |       | 6        | 2        | 1      | 5      | 3       |       | 2        | 6       | 3      | 2          |         |         |        | 10        | 1  |    |
| Uczestnicy konkursu | Rumunia     | 83         |           |             | 1         | 8     | 4        | 10       | 2      | 10     | 10      | 10    | 3        |         | 6      | 5          |         |         |        | 6         | 7  | 1  |

### Finał
- Finał odbył się w sobotę, 18 maja 2013 roku o godzinie 21:00 (CEST).
- Podczas koncertu wystąpili przedstawiciele 26 krajów, w tym 20 uczestników półfinału, przedstawiciele krajów tzw. „Wielkiej Piątki” (tj. Francji, Hiszpanii, Niemiec, Wielkiej Brytanii i Włoch) oraz reprezentant gospodarza (Szwecji).
- O wynikach zdecydowali jurorzy i telewidzowie ze wszystkich krajów rywalizujących w konkursie.

| Lp. | Kraj            | Wykonawca                         | Utwór                        | Język             | Miejsce | Punkty |
| --- | --------------- | --------------------------------- | ---------------------------- | ----------------- | ------- | ------ |
| 1   | Francja         | Amandine Bourgeois                | „L’enfer et moi”             | francuski         | 23      | 14     |
| 2   | Litwa           | Andrius Pojavis                   | „Something”                  | angielski         | 22      | 17     |
| 3   | Mołdawia        | Aliona Moon                       | „O mie”                      | rumuński          | 11      | 71     |
| 4   | Finlandia       | Krista Siegfrids                  | „Marry Me”                   | angielski         | 24      | 13     |
| 5   | Hiszpania       | ESDM                              | „Contigo hasta el final”     | hiszpański        | 25      | 8      |
| 6   | Belgia          | Roberto Bellarosa                 | „Love Kills”                 | angielski         | 12      | 71     |
| 7   | Estonia         | Birgit                            | „Et uus saaks alguse”        | estoński          | 20      | 19     |
| 8   | Białoruś        | Alona Łanska                      | „Solayoh”                    | angielski         | 16      | 48     |
| 9   | Malta           | Gianluca                          | „Tomorrow”                   | angielski         | 8       | 120    |
| 10  | Rosja           | Dina Garipowa                     | „What If”                    | angielski         | 5       | 172    |
| 11  | Niemcy          | Cascada                           | „Glorious”                   | angielski         | 21      | 18     |
| 12  | Armenia         | Dorians                           | „Lonely Planet”              | angielski         | 18      | 41     |
| 13  | Holandia        | Anouk                             | „Birds”                      | angielski         | 9       | 114    |
| 14  | Rumunia         | Cezar                             | „It’s My Life”               | angielski         | 13      | 65     |
| 15  | Wielka Brytania | Bonnie Tyler                      | „Believe in Me”              | angielski         | 19      | 23     |
| 16  | Szwecja         | Robin Stjernberg                  | „You”                        | angielski         | 14      | 62     |
| 17  | Węgry           | ByeAlex                           | „Kedvesem (Zoohacker Remix)” | węgierski         | 10      | 84     |
| 18  | Dania           | Emmelie de Forest                 | „Only Teardrops”             | angielski         | 1       | 281    |
| 19  | Islandia        | Eythor Ingi                       | „Ég á líf”                   | islandzki         | 17      | 47     |
| 20  | Azerbejdżan     | Fərid Məmmədov                    | „Hold Me”                    | angielski         | 2       | 234    |
| 21  | Grecja          | Koza Mostra i Agatonas Jakowidis  | „Alcohol Is Free”            | angielski, grecki | 6       | 152    |
| 22  | Ukraina         | Złata Ogniewicz                   | „Gravity”                    | angielski         | 3       | 214    |
| 23  | Włochy          | Marco Mengoni                     | „L’essenziale”               | włoski            | 7       | 126    |
| 24  | Norwegia        | Margaret Berger                   | „I Feed You My Love”         | angielski         | 4       | 191    |
| 25  | Gruzja          | Nodiko Tatiszwili i Sopo Gelowani | „Waterfall”                  | angielski         | 15      | 50     |
| 26  | Irlandia        | Ryan Dolan                        | „Only Love Survives”         | angielski         | 26      | 5      |

| Wyniki jurorów i telewidzów | Wyniki jurorów i telewidzów | Wyniki jurorów i telewidzów | Wyniki jurorów i telewidzów | Wyniki jurorów i telewidzów |
| Miejsce                     | Jurorzy                     | Średnia pozycja             | Telewidzowie                | Średnia pozycja             |
| --------------------------- | --------------------------- | --------------------------- | --------------------------- | --------------------------- |
| 1                           | Dania                       | 6.23                        | Dania                       | 4.97                        |
| 2                           | Azerbejdżan                 | 7.77                        | Ukraina                     | 5.66                        |
| 3                           | Szwecja                     | 8.05                        | Azerbejdżan                 | 5.86                        |
| 4                           | Norwegia                    | 8.23                        | Grecja                      | 6.00                        |
| 5                           | Mołdawia                    | 8.69                        | Rosja                       | 6.84                        |
| 6                           | Ukraina                     | 8.74                        | Norwegia                    | 7.14                        |
| 7                           | Holandia                    | 9.05                        | Rumunia                     | 7.49                        |
| 8                           | Włochy                      | 9.46                        | Węgry                       | 8.19                        |
| 9                           | Malta                       | 9.54                        | Malta                       | 10.97                       |
| 10                          | Rosja                       | 9.67                        | Holandia                    | 11.70                       |
| 11                          | Belgia                      | 9.92                        | Włochy                      | 11.70                       |
| 12                          | Francja                     | 10.95                       | Islandia                    | 13.05                       |
| 13                          | Gruzja                      | 12.10                       | Białoruś                    | 14.11                       |
| 14                          | Grecja                      | 12.28                       | Irlandia                    | 14.62                       |
| 15                          | Wielka Brytania             | 12.46                       | Armenia                     | 15.11                       |
| 16                          | Estonia                     | 13.41                       | Niemcy                      | 15.81                       |
| 17                          | Islandia                    | 13.44                       | Belgia                      | 16.03                       |
| 18                          | Finlandia                   | 13.77                       | Szwecja                     | 16.19                       |
| 19                          | Armenia                     | 14.44                       | Mołdawia                    | 16.57                       |
| 20                          | Niemcy                      | 15.44                       | Finlandia                   | 16.68                       |
| 21                          | Węgry                       | 15.59                       | Litwa                       | 16.73                       |
| 22                          | Białoruś                    | 16.15                       | Wielka Brytania             | 17.03                       |
| 23                          | Irlandia                    | 16.21                       | Gruzja                      | 17.08                       |
| 24                          | Rumunia                     | 17.82                       | Estonia                     | 19.59                       |
| 25                          | Litwa                       | 17.95                       | Francja                     | 21.68                       |
| 26                          | Hiszpania                   | 19.64                       | Hiszpania                   | 22.92                       |

#### Tabela punktacyjna finału
|                     | | Wyniki głosowania | Wyniki głosowania | Wyniki głosowania | Wyniki głosowania | Wyniki głosowania | Wyniki głosowania | Wyniki głosowania | Wyniki głosowania | Wyniki głosowania | Wyniki głosowania | Wyniki głosowania | Wyniki głosowania | Wyniki głosowania | Wyniki głosowania | Wyniki głosowania | Wyniki głosowania | Wyniki głosowania | Wyniki głosowania | Wyniki głosowania | Wyniki głosowania | Wyniki głosowania | Wyniki głosowania | Wyniki głosowania | Wyniki głosowania | Wyniki głosowania | Wyniki głosowania | Wyniki głosowania | Wyniki głosowania | Wyniki głosowania | Wyniki głosowania | Wyniki głosowania | Wyniki głosowania | Wyniki głosowania | Wyniki głosowania | Wyniki głosowania | Wyniki głosowania | Wyniki głosowania | Wyniki głosowania | Wyniki głosowania | Wyniki głosowania |
| Suma punktów        | Francja | Litwa             | Mołdawia          | Finlandia         | Hiszpania         | Belgia            | Estonia           | Białoruś          | Malta             | Rosja             | Niemcy            | Armenia           | Holandia          | Rumunia           | Wielka Brytania   | Szwecja           | Węgry             | Dania             | Islandia          | Azerbejdżan       | Grecja            | Ukraina           | Włochy            | Norwegia          | Gruzja            | Irlandia          | Austria           | Słowenia          | Chorwacja         | Czarnogóra        | Cypr              | Serbia            | Łotwa             | San Marino        | Macedonia         | Bułgaria          | Izrael            | Albania           | Szwajcaria        |                   |                   |
| ------------------- | --- | ----------------- | ----------------- | ----------------- | ----------------- | ----------------- | ----------------- | ----------------- | ----------------- | ----------------- | ----------------- | ----------------- | ----------------- | ----------------- | ----------------- | ----------------- | ----------------- | ----------------- | ----------------- | ----------------- | ----------------- | ----------------- | ----------------- | ----------------- | ----------------- | ----------------- | ----------------- | ----------------- | ----------------- | ----------------- | ----------------- | ----------------- | ----------------- | ----------------- | ----------------- | ----------------- | ----------------- | ----------------- | ----------------- | ----------------- | ----------------- |
| Uczestnicy konkursu | Francja | 14                |                   |                   |                   |                   |                   |                   |                   |                   |                   |                   |                   | 2                 |                   |                   |                   |                   |                   |                   | 2                 |                   |                   |                   |                   |                   |                   |                   |                   |                   |                   |                   | 1                 |                   |                   | 8                 | 1                 |                   |                   |                   |                   |
| Uczestnicy konkursu | Litwa | 17                |                   |                   |                   |                   |                   |                   |                   | 5                 |                   |                   |                   |                   |                   |                   |                   |                   |                   |                   |                   | 3                 |                   | 1                 | 6                 |                   | 1                 | 1                 |                   |                   |                   |                   |                   |                   |                   |                   |                   |                   |                   |                   |                   |
| Uczestnicy konkursu | Mołdawia | 71                | 4                 |                   |                   |                   | 2                 | 3                 |                   | 4                 |                   | 6                 |                   |                   |                   | 12                |                   |                   |                   |                   |                   | 1                 |                   | 8                 | 4                 |                   |                   | 3                 | 2                 |                   |                   | 5                 |                   | 6                 |                   |                   | 7                 | 3                 | 1                 |                   |                   |
| Uczestnicy konkursu | Finlandia | 13                | 3                 |                   |                   |                   |                   |                   |                   |                   |                   |                   | 1                 |                   |                   |                   |                   |                   |                   | 2                 |                   |                   |                   |                   |                   |                   |                   |                   |                   |                   |                   |                   |                   |                   |                   | 3                 |                   |                   | 4                 |                   |                   |
| Uczestnicy konkursu | Hiszpania | 8                 |                   |                   |                   |                   |                   |                   |                   |                   |                   |                   |                   |                   |                   |                   |                   |                   |                   |                   |                   |                   |                   |                   | 2                 |                   |                   |                   |                   |                   |                   |                   |                   |                   |                   |                   |                   |                   |                   | 6                 |                   |
| Uczestnicy konkursu | |                   |                   |                   |                   |                   |                   |                   |                   |                   |                   |                   |                   |                   |                   |                   |                   |                   |                   |                   |                   |                   |                   |                   |                   |                   |                   |                   |                   |                   |                   |                   |                   |                   |                   |                   |                   |                   |                   |                   |                   |
| Uczestnicy konkursu | Belgia | 71                | 5                 |                   |                   | 3                 |                   |                   | 2                 |                   |                   | 8                 |                   |                   | 12                |                   | 3                 | 7                 | 4                 | 5                 |                   |                   |                   |                   |                   | 3                 |                   | 4                 | 3                 | 2                 |                   |                   |                   | 3                 | 2                 | 5                 |                   |                   |                   |                   |                   |
| Uczestnicy konkursu | Estonia | 19                |                   | 3                 |                   | 6                 |                   |                   |                   |                   |                   |                   |                   |                   |                   |                   |                   |                   |                   |                   |                   |                   |                   |                   |                   |                   |                   |                   |                   |                   |                   |                   |                   |                   | 10                |                   |                   |                   |                   |                   |                   |
| Uczestnicy konkursu | Białoruś | 48                |                   | 1                 | 4                 |                   |                   |                   |                   |                   | 2                 |                   |                   | 5                 |                   |                   |                   |                   |                   |                   |                   | 7                 | 1                 | 12                |                   |                   | 5                 |                   |                   |                   |                   | 3                 |                   |                   |                   |                   | 5                 |                   | 3                 |                   |                   |
| Uczestnicy konkursu | Malta | 120               | 2                 |                   |                   |                   | 1                 |                   | 5                 | 7                 |                   |                   | 5                 | 6                 | 8                 | 5                 | 7                 |                   | 8                 | 4                 | 5                 | 8                 | 3                 | 2                 | 10                | 10                | 3                 |                   |                   |                   |                   |                   | 3                 |                   | 5                 | 10                | 3                 |                   |                   |                   |                   |
| Uczestnicy konkursu | Rosja | 174               | 6                 | 7                 | 7                 | 2                 | 6                 | 4                 | 12                | 8                 |                   |                   | 2                 | 7                 | 4                 |                   | 10                | 5                 |                   | 7                 | 1                 |                   |                   | 4                 |                   |                   | 6                 | 10                |                   | 10                | 6                 | 7                 | 5                 | 8                 | 12                |                   | 6                 | 5                 | 7                 |                   |                   |
| Uczestnicy konkursu | |                   |                   |                   |                   |                   |                   |                   |                   |                   |                   |                   |                   |                   |                   |                   |                   |                   |                   |                   |                   |                   |                   |                   |                   |                   |                   |                   |                   |                   |                   |                   |                   |                   |                   |                   |                   |                   |                   |                   |                   |
| Uczestnicy konkursu | Niemcy | 18                |                   |                   |                   |                   | 3                 |                   |                   |                   |                   |                   |                   |                   |                   |                   |                   |                   |                   |                   |                   |                   |                   |                   |                   |                   |                   |                   | 6                 |                   |                   |                   |                   |                   |                   |                   |                   |                   | 5                 | 3                 | 1                 |
| Uczestnicy konkursu | Armenia | 41                | 7                 |                   | 1                 |                   |                   |                   |                   | 2                 | 1                 | 2                 |                   |                   |                   |                   |                   |                   | 3                 |                   |                   |                   |                   | 6                 |                   |                   | 10                |                   |                   |                   |                   |                   |                   |                   |                   | 1                 |                   | 8                 |                   |                   |                   |
| Uczestnicy konkursu | Holandia | 114               |                   | 4                 |                   | 8                 |                   | 12                | 7                 |                   |                   | 3                 |                   |                   |                   | 2                 | 6                 | 8                 | 5                 | 10                | 8                 |                   |                   |                   |                   | 8                 |                   | 6                 | 8                 | 7                 | 2                 |                   |                   |                   |                   |                   | 2                 |                   |                   | 4                 | 4                 |
| Uczestnicy konkursu | Rumunia | 65                | 1                 |                   | 10                |                   |                   |                   |                   |                   | 7                 |                   |                   |                   |                   |                   | 4                 | 4                 |                   |                   | 6                 | 6                 | 10                |                   | 1                 | 6                 |                   |                   | 4                 |                   |                   | 1                 |                   |                   |                   |                   |                   |                   |                   | 5                 |                   |
| Uczestnicy konkursu | Wielka Brytania | 23                |                   |                   |                   |                   | 4                 |                   |                   |                   | 5                 |                   |                   |                   |                   | 3                 |                   | 1                 |                   |                   |                   |                   |                   |                   |                   |                   |                   | 7                 |                   | 1                 |                   |                   |                   |                   |                   |                   |                   |                   |                   |                   | 2                 |
| Uczestnicy konkursu | |                   |                   |                   |                   |                   |                   |                   |                   |                   |                   |                   |                   |                   |                   |                   |                   |                   |                   |                   |                   |                   |                   |                   |                   |                   |                   |                   |                   |                   |                   |                   |                   |                   |                   |                   |                   |                   |                   |                   |                   |
| Uczestnicy konkursu | Szwecja | 62                |                   |                   | 5                 | 4                 |                   | 1                 | 1                 |                   |                   |                   | 3                 |                   | 3                 |                   |                   |                   |                   | 8                 | 4                 |                   |                   |                   |                   | 12                |                   | 5                 |                   | 6                 | 1                 |                   |                   | 1                 | 4                 |                   |                   | 4                 |                   |                   |                   |
| Uczestnicy konkursu | Węgry | 84                |                   | 5                 |                   | 10                |                   |                   | 4                 |                   |                   |                   | 12                |                   | 7                 |                   |                   | 3                 |                   |                   |                   |                   | 2                 |                   | 3                 | 2                 |                   |                   |                   |                   | 4                 |                   |                   | 2                 |                   | 6                 |                   | 6                 |                   | 8                 | 10                |
| Uczestnicy konkursu | Dania | 281               | 12                | 2                 | 6                 | 7                 | 8                 | 10                | 8                 | 1                 | 6                 | 4                 | 10                | 4                 | 10                | 6                 | 12                | 10                | 10                |                   | 12                | 5                 | 7                 | 5                 | 12                | 7                 | 7                 | 12                | 5                 | 12                | 10                | 10                | 7                 | 12                | 6                 |                   | 12                | 2                 | 8                 | 1                 | 3                 |
| Uczestnicy konkursu | Islandia | 47                |                   |                   |                   | 5                 |                   |                   | 6                 |                   |                   |                   | 8                 |                   |                   |                   | 2                 | 6                 | 6                 | 1                 |                   |                   |                   |                   |                   | 4                 |                   |                   |                   | 4                 |                   |                   |                   |                   |                   |                   |                   |                   |                   |                   | 5                 |
| Uczestnicy konkursu | Azerbejdżan | 234               | 8                 | 12                | 8                 |                   | 7                 | 5                 |                   | 10                | 12                | 12                | 4                 |                   | 2                 | 10                |                   |                   | 12                |                   | 7                 |                   | 12                | 10                |                   |                   | 12                | 2                 | 12                | 3                 | 7                 | 12                | 8                 | 5                 | 3                 | 2                 |                   | 12                | 12                | 7                 | 6                 |
| Uczestnicy konkursu | |                   |                   |                   |                   |                   |                   |                   |                   |                   |                   |                   |                   |                   |                   |                   |                   |                   |                   |                   |                   |                   |                   |                   |                   |                   |                   |                   |                   |                   |                   |                   |                   |                   |                   |                   |                   |                   |                   |                   |                   |
| Uczestnicy konkursu | Grecja | 152               |                   |                   |                   | 1                 |                   | 2                 |                   | 6                 | 4                 | 10                | 6                 | 8                 | 1                 | 7                 | 8                 |                   | 1                 | 6                 |                   | 4                 |                   |                   | 7                 | 5                 |                   |                   | 7                 |                   | 5                 | 8                 | 12                |                   | 1                 | 12                | 4                 | 7                 | 2                 | 10                | 8                 |
| Uczestnicy konkursu | Ukraina | 214               |                   | 10                | 12                |                   | 10                | 8                 | 10                | 12                | 10                | 1                 |                   | 12                | 5                 | 4                 | 5                 |                   | 7                 | 3                 | 3                 | 12                | 8                 |                   | 5                 | 1                 | 8                 | 8                 | 1                 |                   | 12                |                   | 10                | 10                | 7                 |                   |                   | 10                | 10                |                   |                   |
| Uczestnicy konkursu | Włochy | 126               | 10                |                   |                   |                   | 12                | 6                 |                   |                   | 8                 |                   |                   | 1                 |                   | 1                 |                   |                   |                   |                   |                   |                   | 6                 |                   |                   |                   | 2                 |                   | 10                | 8                 | 8                 | 6                 | 6                 | 4                 |                   | 4                 | 10                |                   |                   | 12                | 12                |
| Uczestnicy konkursu | Norwegia | 191               |                   | 6                 | 2                 | 12                | 5                 | 7                 | 3                 | 3                 | 3                 | 7                 | 7                 | 3                 | 6                 | 8                 |                   | 12                | 2                 | 12                | 10                | 2                 | 4                 | 3                 | 8                 |                   | 4                 |                   |                   | 5                 | 3                 | 4                 | 4                 | 7                 | 8                 | 7                 | 8                 | 1                 | 6                 | 2                 | 7                 |
| Uczestnicy konkursu | Gruzja | 50                |                   | 8                 | 3                 |                   |                   |                   |                   |                   |                   | 5                 |                   | 10                |                   |                   |                   |                   |                   |                   |                   | 10                | 5                 | 7                 |                   |                   |                   |                   |                   |                   |                   | 2                 |                   |                   |                   |                   |                   |                   |                   |                   |                   |
| Uczestnicy konkursu | Irlandia | 5                 |                   |                   |                   |                   |                   |                   |                   |                   |                   |                   |                   |                   |                   |                   | 1                 | 2                 |                   |                   |                   |                   |                   |                   |                   |                   |                   |                   |                   |                   |                   |                   | 2                 |                   |                   |                   |                   |                   |                   |                   |                   |
| Uczestnicy konkursu | Kraje finałowe uporządkowane zostały według kolejności występów w finale, pozostałe – według kolejności występów w półfinałach. |                   |                   |                   |                   |                   |                   |                   |                   |                   |                   |                   |                   |                   |                   |                   |                   |                   |                   |                   |                   |                   |                   |                   |                   |                   |                   |                   |                   |                   |                   |                   |                   |                   |                   |                   |                   |                   |                   |                   |                   |

## Pozostałe nagrody

### Nagrody im. Marcela Bezençona

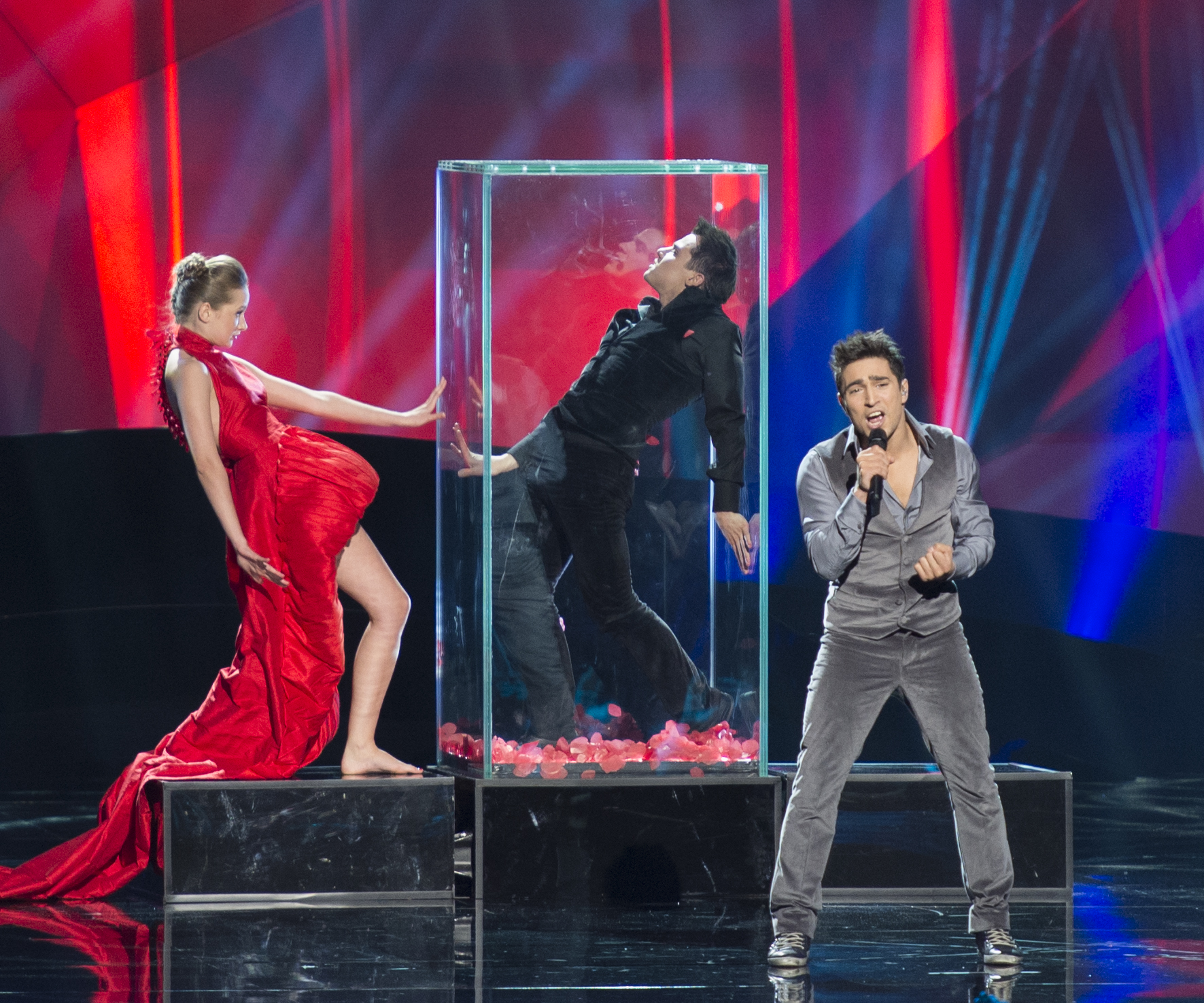
Fərid Məmmədov – zdobywca drugiego miejsca w 58. Konkursie Piosenki Eurowizji, laureat Nagrody Artystycznej im. Marcela Bezençona.

W 2013 po raz kolejny postanowiono przyznać tzw. Nagrody im. Marcela Bezençona, czyli wyróżnienia przyznawane od 2002 dla najlepszych piosenek biorących udział w koncercie finałowym, sygnowane nazwiskiem twórcy konkursu – Marcela Bezençona. Pomysłodawcami statuetek zostali: szef szwedzkiej delegacji konkursowej Christer Björkman oraz członek zespołu Herreys – Richard Herrey.
W 2013 nagrody w trzech kategoriach otrzymali:
| Kategoria            | Kraj        | Wykonawca                         | Utwór       | Kompozytor(zy)                                              |
| -------------------- | ----------- | --------------------------------- | ----------- | ----------------------------------------------------------- |
| Nagroda Dziennikarzy | Gruzja      | Nodiko Tatiszwili i Sopo Gelowani | „Waterfall” | Thomas G:son Erik Bernholm                                  |
| Nagroda Artystyczna  | Azerbejdżan | Fərid Məmmədov                    | „Hold Me”   | John Ballard Ralph Charlie                                  |
| Nagroda Kompozytorów | Szwecja     | Robin Stjernberg                  | „You”       | Robin Stjernberg Linnea Deb Joy Deb Joakim Harestad Haukaas |

### Faworyt OGAE

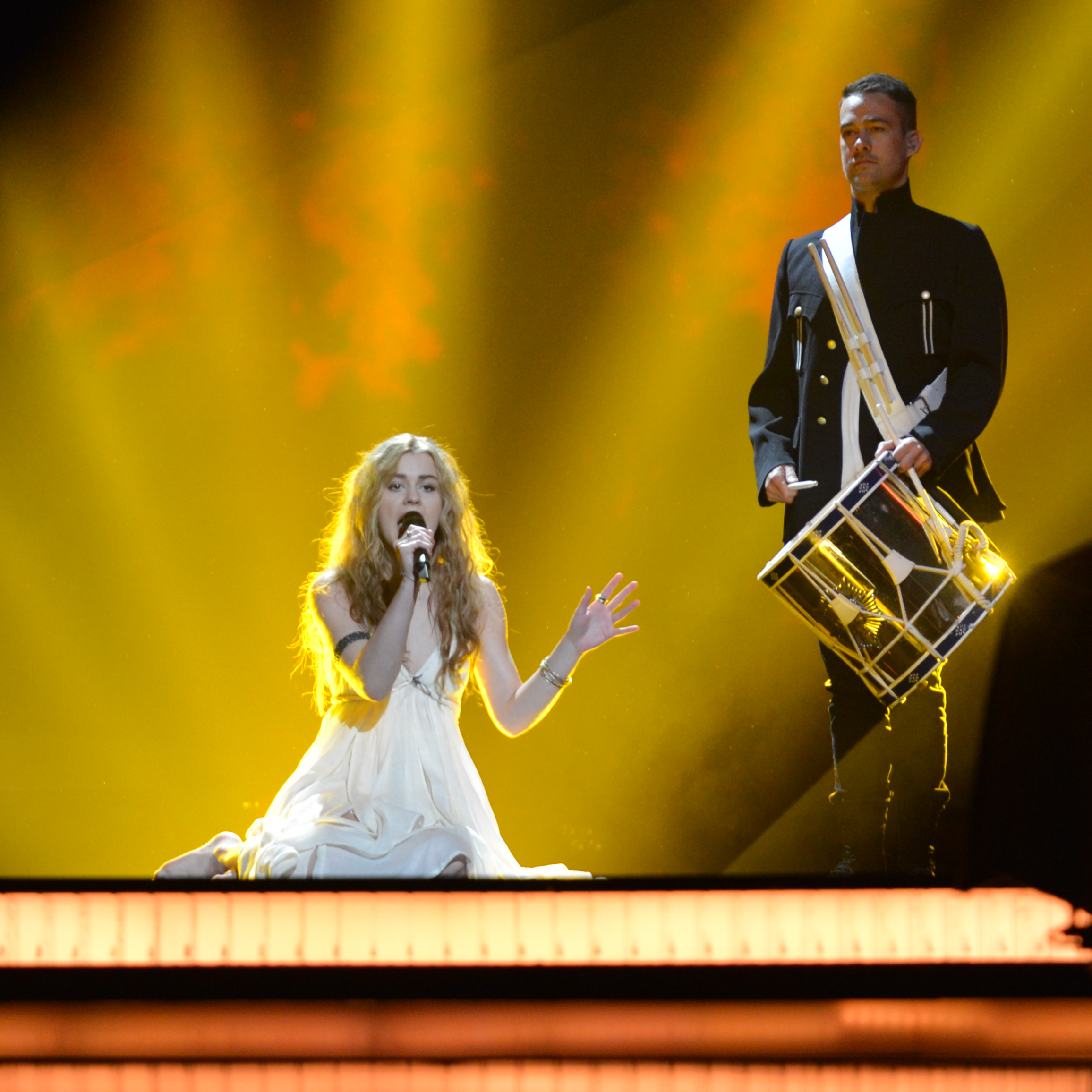
Emmelie de Forest – zwyciężczyni 58. Konkursu Piosenki Eurowizji oraz faworytka klubów OGAE.

Stowarzyszenie Miłośników Konkursu Piosenki Eurowizji (OGAE) to pozarządowa, pozapolityczna organizacja non profit zrzeszająca 37 krajowych fanklubów Konkursu Piosenki Eurowizji, założona przez Jari-Pekka Koikkalainena w 1984 w Savonlinna. Pozostałe państwa na świecie są zjednoczone w oddział OGAE Reszta Świata, które powstało w 2004.
Od 2007 corocznie, przed każdym Konkursem Piosenki Eurowizji, większość oddziałów przeprowadza głosowanie, w którym głosuje na wszystkie piosenki zgłoszone do danego konkursu (z wyłączeniem propozycji krajowej), przy użyciu tzw. systemu eurowizyjnego (tj. 1-8, 10 i 12 punktów dla 10 ulubionych utworów).
W 2013 pięcioma głównymi faworytami klubów do zwycięstwa byli:
| Miejsce | Kraj       | Wykonawca         | Utwór                | Punkty OGAE |
| ------- | ---------- | ----------------- | -------------------- | ----------- |
| 1       | Dania      | Emmelie de Forest | „Only Teardrops”     | 374         |
| 2       | San Marino | Valentina Monetta | „Crisalide (Vola)”   | 282         |
| 3       | Norwegia   | Margaret Berger   | „I Feed You My Love” | 269         |
| 4       | Niemcy     | Cascada           | „Glorious”           | 195         |
| 5       | Włochy     | Marco Mengoni     | „L’essenziale”       | 177         |

## Międzynarodowi nadawcy oraz głosowanie

### Sekretarze
Poniżej przedstawione zostały nazwiska wszystkich sekretarzy, którzy ogłaszali wyniki głosowania w poszczególnych krajach. Państwa zostały uporządkowane w kolejności przyznawania punktów. Podobnie jak w 2012, użyto algorytmu, który zapewniał jak najpóźniejsze poznanie zwycięzcy konkursu.
1. San Marino – John Kennedy O’Connor
2. Szwecja – Yohio
3. Albania – Andri Xhahu
4. Holandia – Cornald Maas
5. Austria – Katharina Bellowitsch
6. Wielka Brytania – Scott Mills
7. Izrael – Ofer Nachshon
8. Serbia – Maja Nikolić
9. Ukraina – Matias
10. Węgry – Éva Novodomszky
11. Rumunia – Sonia Argint
12. Mołdawia – Olivia Furtuna
13. Azerbejdżan – Tamilla Shirinova
14. Norwegia – Tooji
(reprezentant Norwegii w konkursie w 2012)
15. Armenia – André
(reprezentant Armenii w konkursie w 2006)
16. Włochy – Federica Gentile
17. Finlandia – Kristiina Wheeler
18. Hiszpania – Inés Paz
19. Białoruś – Darja Domraczewa
20. Łotwa – Anmary
(reprezentantka Łotwy w konkursie w 2012)
21. Bułgaria – Joanna Dragnewa
(reprezentantka Bułgarii w konkursie w 2008)
22. Belgia – Barbara Louys
23. Rosja – Alsou
(reprezentantka Rosji w konkursie w 2000)
24. Malta – Emma Hickey
25. Estonia – Rolf Roosalu
26. Niemcy – Lena Meyer-Landrut
(zwyciężczyni konkursu w 2010)
27. Islandia – Sigrun Maria Hilmarsdottir
28. Francja – Marine Vignes
29. Grecja – Adriana Magania
30. Irlandia – Nicky Byrne
31. Dania – Sofie Lassen-Kahlke
32. Czarnogóra – Ivana Sebek
33. Słowenia – Andrea F
34. Gruzja – Liza Tsiklauri
35. Macedonia – Dimitar Atanasowski
36. Cypr – Loukas Hamatsos
37. Chorwacja – Ursula Tolj
38. Szwajcaria – Melanie Freymond
39. Litwa – Ignas Krupavicius

### Komentatorzy i nadawcy publiczni
Poniższy spis uwzględnia nazwiska komentatorów poszczególnych nadawców publicznych transmitujących widowisko
Kraje uczestniczące

- Albania – Andri Xhahu (TVSH, TVSH 2, RTSH Muzikë i RTSH HD, oba półfinały i finał)[118][119]
- Armenia – André i Arevik Udumyan (Armenia 1, półfinały i finał)[120]
- Austria– Andi Knoll (ORF eins, półfinały i finał)[121]
- Azerbejdżan– bd. (İTV, półfinały i finał)[122]
- Belgia – Holenderski: André Vermeulen i Tom De Cock (één i Radio 2, półfinały i finał)[123], Francuski: Maureen Louys i Jean-Louis Lahaye (La Une, półfinały i finał)[124]
- Białoruś– Evgeny Perlin (Belarus-1 i Belarus-24, półfinały i finał)[125]
- Bułgaria – bd. (BNT 1, półfinały i finał)
- Chorwacja – Duško Ćurlić (HRT 2, półfinały; HRT 1, finał)[126][127]; Robert Urlić (HR 2, pierwszy półfinał i finał)[128]
- Cypr – Melina Karageorgiou (RIK 1 i RIK Trito, półfinały i finał)[129]
- Czarnogóra – bd. (RTCG1, półfinały i finał); Sonja Savović i Sanja Pejović (Radio Crne Gore i Radio 98, półfinały i finał)[130]
- Dania – Ole Tøpholm (DR1, półfinały i finał)[131]
- Estonia – Marko Reikop (ETV, półfinały i finał)[132]; Mart Juur i Andrus Kivirähk (Raadio 2, pierwszy półfinał i finał)[133]
- Finlandia – Fiński: Aino Töllinen i Juuso Mäkilähde (Yle TV2 i Yle HD, półfinały i finał); Sanna Kojo i Jorma Hietamäki (Yle Radio Suomi, półfinały i finał), Szwedzki: Eva Frantz i Johan Lindroos (Yle Radio Vega, półfinały i finał)[134][135]
- Francja – Audrey Chauveau and Bruno Berberes (France Ô, drugi półfinał)[136], Cyril Féraud i Mireille Dumas (France 3, finał)[137]
- Grecja – Maria Kozakou i Giorgos Kapoutzidis (NET i ERT HD, półfinały i finał)[138][139]
- Gruzja – Temo Kvirkvelia (1TV, półfinały i finał)[140]
- Hiszpania – José María Íñigo (La 2, drugi półfinał; La 1/TVE HD, finał)[141]
- Holandia – Jan Smit i Daniël Dekker (Nederland 1 i BVN, półfinały i finał)[142]
- Irlandia – Marty Whelan (RTÉ Two, półfinały; RTÉ One, finał)[143], Shay Byrne i Zbyszek Zalinski (RTÉ Radio 1 pierwszy półfinał i finał)[144]
- Islandia – Felix Bergsson (RÚV i Rás 2, półfinały i finał)[145]
- Izrael – napisy hebr./arab. (Channel 1 i Channel 33, półfinały i finał)[146]; Kobi Menora (88 FM, półfinały i finał), Ofer Nachshon (88 FM,1. półfinał), Amit Kotler i Yuval Caspin (88 FM, 2. półfinał), Ron Levinthal, Kobi Oshrat i Yhaloma Bat Porat (88 FM, finał)[147]
- Łotwa – Valters Frīdenbergs (LTV1, półfinały i finał), Kārlis Būmeistars (LTV1, finał)[148]
- Litwa – Darius Užkuraitis (LRT i LRT Radijas, półfinały i finał)[149]
- Macedonia – Karolina Petkowska (MRT 1, półfinały i finał)[150]
- Malta – Gordon Bonello i Rodney Gauci (TVM, półfinały i finał)[151]
- Mołdawia – Lidia Scarlat (Moldova 1 i Radio Moldova, półfinały i finał)[152][153]
- Niemcy – Peter Urban (EinsFestival, pierwszy półfinał, drugi półfinał (powtórka); Phoenix, drugi półfinał; NDR, półfinały (powtórka); Das Erste, finał)[154]
- Norwegia – Olav Viksmo Slettan (NRK1, półfinały i finał)[155]; Ronny Brede Aase, Silje Therese Reiten Nordnes i Yngve Hustad Reite (NRK3, finał)[156]
- Rumunia – Liana Stanciu (TVR1, półfinały i finał)[157]
- Rosja – Yana Churikova i Yuriy Aksyuta (Channel One, półfinały i finał)[158]
- San Marino – Lia Fiorio i Gigi Restivo (SMtv San Marino i Radio San Marino, półfinały i finał)[159]
- Serbia – Duška Vučinić (RTS 1, pierwszy półfinał)[160]; Marina Nikolić (RTS 1, drugi półfinał)[161]; Silvana Grujić (RTS 2, finał)[162]
- Słowenia – Andrej Hofer (RTV SLO2, półfinały; RTV SLO1, finał)[163]
- Szwajcaria – Niemiecki: Sven Epiney (SRF zwei, półfinały; SRF 1, finał)[164], Włoski: Alessandro Bertoglio (RSI La 2, drugi półfinał; RSI La 1, finał)[165], Francuski: Jean-Marc Richard i Nicolas Tanner (RTS Deux, drugi półfinał i finał)[166]
- Szwecja – Josefine Sundström (SVT1, półfinały i finał)[167], Carolina Norén (SR P4, półfinały i finał), Ronnie Ritterland (SR P4, półfinały) i Björn Kjellman (SR P4, finał)[168]
- Ukraina – Timur Myroshnychenko i Tetiana Terekhova (Pershyi Natsionalnyi, półfinały i finał)[169][170]; Olena Zelinchenko (UR1, półfinały i finał)[171]
- Węgry – Gábor Gundel Takács (m1, półfinały i finał)[172]
- Wielka Brytania – Scott Mills i Ana Matronic (BBC Three, półfinały); Graham Norton (BBC One, finał); Ken Bruce (BBC Radio 2, finał)[173]
- Włochy – Federica Gentile (Rai 5, pierwszy półfinał), Filippo Solibello, Marco Ardemagni and Natascha Lusenti (Rai 2/Rai HD, final)[174][175]

Kraje nieuczestniczące
- Australia – Julia Zemiro i Sam Pang (SBS One, półfinały i finał)[176]
- Bośnia i Hercegowina – bd. (BHT 1 i BH Radio 1, półfinały i finał)[177]
- Kazachstan – Roman Raifeld i Kaldybek Zhaysanbay (El Arna, półfinały i finał)[178][179]
- Portugalia – Sílvia Alberto (RTP1, półfinały (powtórki) i finał)[180]

## Pozostałe kraje
Możliwość wzięcia udziału w Konkursie Piosenki Eurowizji wymaga narodowego nadawcy z aktywnym członkostwem w Europejskiej Unii Nadawców, który będzie mógł nadawać konkurs za pośrednictwem sieci Eurowizji.

### Aktywni członkowie EBU
- Andora – na spotkaniu z szefem Europejskiej Unii Nadawców (EBU), Ingridem Deltenrem, andorski premier Antoni Martí powiedział, że Andora nie powróci do konkursu w 2013 z powodu cięć finansowych[88].
- Bośnia i Hercegowina – szef eurowizyjnej delegacji Bośni i Hercegowiny, Lejla A. Babović, ogłosił, że kraj nie będzie uczestniczyć w Konkursie Piosenki Eurowizji 2013 z powodu ciężkiej sytuacji gospodarczej w stacji, jak i całym kraju[84].
- Luksemburg – luksemburski nadawca RTL Télé Lëtzebuerg ogłosił 13 września 2012, że kraj nie powróci do konkursu z powodu braku dostępnych środków[90].
- Polska – Telewizja Polska ogłosiła we wrześniu 2012, że decyzja w sprawie powrotu do konkursu w 2013 zostanie podjęta w październiku[181]. 22 listopada nadawca oficjalnie poinformował, że również nie weźmie udziału w widowisku[93][94][95].
- Turcja – kanał telewizji tureckiej Türkiye Radyo Televizyon Kurumu (TRT) poinformował 14 grudnia 2012, że Turcja nie weźmie udziału w Konkursie Piosenki Eurowizji 2013 ze względu na podział głosów między widzów i profesjonalne jury[87].

Poniższe kraje potwierdziły, że nie planują powrócić do udziału w konkursie w 2013 bez podania przyczyny:
- Czechy - ČT[89]
- Maroko - SNRT[91]
- Monako - TMC[92]
- Portugalia - RTP[85]
- Słowacja - RTVS[86]

### Członkowie spoza EBU
- Liechtenstein – szef krajowej telewizji 1 Fürstentum Liechtenstein Television (1FLTV) Peter Kölbel powiedział, że z powodu braku funduszy od rządu Liechtensteinu, udział kraju w konkursie jest niemożliwy[182]. Nadawca próbuje dołączyć do EBU od 2010, jednak rząd nie udzielił jedynej stacji telewizyjnej w kraju potrzebnych dotacji. Kölbel ogłosił, że kraj ma szansę dołączenia do konkursu, jeżeli znajdzie na to pieniądze. Potem ogłoszono jednak, że Liechtenstein nie zadebiutuje w 2013[183][184].